# Elke Rühl
Elke Anna Rühl (* 23. Mai 1948 in Remscheid) ist eine deutsche Politikerin (CDU). Sie war von 2004 bis 2010 Abgeordnete des Landtags von Nordrhein-Westfalen.

## Leben
Rühl machte von 1962 bis 1965 eine Ausbildung zur Industriekauffrau und war danach bis 1970 als Industriekauffrau tätig. Von 1972 bis 1976 war sie als Datatypistin angestellt. Seit 1987 ist sie wieder als Industriekauffrau tätig, wegen ihres Landtagsmandats ist sie allerdings derzeit ohne Fortzahlung der Bezüge freigestellt.

## Politik
Seit 1993 ist sie Mitglied der CDU und seit 1997 Mitglied im CDU-Kreisvorstand Remscheid. Sie engagiert sich als Kreisvorsitzende der CDA unter anderem in Remscheid. Sie gehört seit dem Rat der Stadt Remscheid an. Nach dem Tod des Landtagsabgeordneten Franz-Josef Pangels rückte sie für ihn am 29. November 2004 in den Landtag von Nordrhein-Westfalen nach, in den sie bei der Landtagswahl 2005 erneut einziehen konnte, wo sie ordentliches Mitglied im Ausschuss für Bauen und Verkehr und zudem Sprecherin des Ausschusses für Frauenpolitik wurde. 2010 kandidierte sie nicht mehr.